# Nélo Vilar
Nélo Vilar, seudónimo de Noël Villon (St. Jeannet, 1947 – París, 2001), es un artista francés situado en la órbita de Robert Filliou y del Colectivo Arte Sociológico durante los años 70. Peón agrícola en su juventud, de ideología obrerista, participó en las revueltas de París en mayo del 68, hecho que le marcaría decisivamente y le sumiría en una gran melancolía en sus últimos años.
Artista autodidacta, se prodigó con igual infortunio en el ámbito de la poesía simbolista  y la pintura de paisaje, donde destacó en la recuperación de la representación clásica de la llamada avestruz obispo, un espécimen extremadamente raro que únicamente aparece descrito en tratados de zoología aérea de la primera mitad siglo XVI, y en el que Vilar se centró obsesivamente tras las revueltas de París. 